# 侠岚
侠岚（英文：Shalen，原名：神之伽蓝传）是一部中国大陆三维武侠动画，由北京若森数字科技有限公司出品。主要讲述了拥有离奇身世的少年辗迟，为了找回幼时失散的姐姐，机缘巧合下来到了传说中的侠岚驻地玖宫岭，成为侠岚并与伙伴们不断超越自我，与‘零’抗争的故事。目前已播出七部，计划共播出約兩百集。

## 故事概要
故事的主人公辗迟，是个孤儿，身世成谜，被桃源镇饺子馆的老板娘辣妈收养。从此，他便一直与辣妈及辣妈的侄女墨夷在一起生活。直到他五岁的一个夜晚，因为某个复杂事件，墨夷被一个坏人（山鬼谣）带走。辗迟把墨夷当姐姐看待，此事对他打击很大，他认为自己没能保护姐姐，没能阻止她被带走。为了变得更强以找回姐姐，辗迟立志成为侠岚。之后，他认识了自己的伙伴千钧、辰月及老师弋痕夕、破陣統領等，共同踏上了冒险的旅程。

## 登场人物

### 普通人
- 墨夷（配音：山新）

饺子馆辣妈的侄女，辗迟的姐姐（無血緣關係），在辗迟五岁时因意外涉入山鬼谣的卧底计划，左师将神坠封印其体内，后被山鬼谣带走。第一季~第四季，身体里封印着左师的神坠。曾被假叶附体，无极之渊第一层封印解开时（第四季片尾）被万零之王穹奇附体，但穹奇在第六季最后一集离开墨夷并附体辗迟，最后被破阵统领困在6颗神坠的牢笼中被消灭，之后墨夷也和辗迟平安的回到了辣妈的饺子馆。
- 辣妈（配音：白雪岑）

辣不辣饺子馆的老板娘，收养了辗迟。为主人公辗迟的养母，性格正直、但爱贪小便宜。火爆的脾气下是一颗温柔的心，对待辗迟的照料更是无微不至，可惜辗迟总是惹她生气。辗迟小时候体质不好，老板娘用三生草救了辗迟，并且经常给辗迟吃三生草做成的饺子，在辗迟长大后，老板娘意识到辗迟不是一个普通的小孩，于是有意识地训练辗迟自己上山采集三生草，意在无形中锻炼辗迟的能力。

### 玖宫岭
一個集合了各地有俠嵐印記，並立志成為俠嵐消灭世间的零（重零、霸零、五敗、七魄、三魂、穷奇）及守護世间和平的人之聚集地。

#### 炽天殿
- 弋痕夕（配音：赵毅）

太极侠岚，炽天殿镇殿使，出身于鸾天殿，神坠守护者。思维缜密，平易近人。與山鬼謠不但是同門，也是很好的朋友（小时候与弋痕夕相识后两人一起被左师带回玖宫岭收为徒弟）。学生為辗迟、千钧、辰月。侠岚术：风巽千叶翔龙、风巽擎天、（多重）玄惑归心。元炁属性：木。
- 辗迟（配音：褚珺）

性格开朗、活泼、充满正义感。短发的阳光少年，身上总是穿一件后背印着“辣”字的背心，给人感觉唯恐别人不知道他是在桃源镇辣不辣饺子馆长大的。（其实是饺子馆老板娘强加上去的广告）名字由来為展翅（谐音辗迟，又意展翅高飞）於嬰兒時期被假叶注入火属性元氣與零力，后被其丢弃并被桃源镇饺子馆的老板娘收养。在他五岁的一个夜晚，姐姐墨夷被山鬼谣带走，从此，辗迟便立志成为侠岚救回姐姐。后与千钧、辰月进入玖宫岭炽天殿，因身上具有零力而遭到他人非议，喜欢辰月。侠岚术：火离耀月。元炁属性：火。
- 千钧（配音：张杰）

仲长与子姝的儿子。喜欢叫辗迟“棒槌”，沉默冷静，不苟言笑，是辗迟的好友。千钧虽然看似心如止水，有时甚至显得冷漠，但其实他也有着温柔，甚至可爱的一面。因为本质上，千钧是一个重感情的男孩。千钧平时冷静坚强，但他也有着一段悲伤的回忆。在千钧幼年时，其父仲长为保护他在与零的战斗中牺牲，因此对零十分憎恨，但事實上仲长是被假葉所害。喜欢辰月。在神坠试炼中战胜游不动，与辗迟联手打败七魄之柱纹，与归海联手打败七魄之斑狼。侠岚术：水坎冰封魄，水坎炎冰斩。元炁属性：水。
- 辰月（配音：[山新]）

单纯可爱，善良坚强。经常与辗迟、千钧一起执行任务，三人是很好的朋友。也同时在卧底山鬼谣口中得知自己是辗迟最重要的人，与辗迟互相喜欢。辰月因三月出生，所以才得此名。身在侠岚世家，爷爷是相离，父亲是柏寒。从小辰月就在她爷爷指导下学习侠岚术，并和爷爷约定日后要成为一名优秀的侠岚。在一次战斗中，辰月爷爷牺牲了，零夺走了他守护的神坠。辰月因为这件事情，多年来一直无法走出阴影。侠岚术：天乾蝶舞。元炁属性：金。

#### 朱天殿
- 相离

太极侠岚，曾是朱天殿镇殿使，辰月的爷爷，柏寒的父亲，神坠守护者。过去在一次任务中遭到昧谷势力伏击被俘，被夺神坠，后在假叶入侵九宫岭时出现，并被零力侵入十成，经辰月等人的努力恢复清醒，为保护辰月等人使出天乾燧宇玄芒对抗假叶而牺牲。侠岚术：天乾燧宇玄芒。元炁属性：金。
- 扰龙（配音：张震）

太极侠岚，朱天殿镇殿使。刚开始由于脾气与性格，并没有像弋痕夕、山鬼谣那样成为镇殿使，而是先在侠岚序训练受训侠岚。从而，也没有获得神坠守护者的资格。但扰龙对学生的亲近胜过了任何一位镇殿使，这也被破阵统领提升为朱天殿镇殿使。在战斗中为掩护弋痕夕等人撤退，散尽自身元炁，使出侠岚术地坤聚土成山，将自己化作一座山峰，阻止了零的追击。元炁属性：土。
- 游不动（配音：边江）

活泼可爱，矮胖敦实，十分贪吃，为辗迟的好友，喜欢碧婷。有时候看似胆小，但关键时刻，游不动绝对是一个信得过、可以依赖的朋友。侠岚术：地坤崩云炮。元炁属性：土。
- 碧婷（配音：白雪岑）

热情真诚、自信直爽，爱恨分明，出生于侠岚世家。碧婷家世代负责驯养海东青，小时候的碧婷一直梦想着像海东青一样，能够无拘无束地翱翔天际。但一直顺风顺水长大的碧婷，从没想过自己有折翅的一天，如果真有那一天，她会怎么面对呢？碧婷在侠岚序时，强势的样子很容易让人猜到她一直无忧无虑的生活，每次上课都要坐在前面，抢着回答问题，放学之后在朋友之中最引人注目。喜欢千钧。侠岚术：泽兑苍翎。元炁属性：金。
- 归海（配音：边江）

冷静成熟，最爱说“无聊”二字。归海是一个孤儿，小时候被一个女侠岚所救，女侠岚为了救他而双目失明，而归海一年后始终摆脱不了心里阴影。最后被女侠岚封印了记忆，并且被女侠岚所照顾着，知道真相以后的归海，终于找到了他妈妈（也就是那位女俠嵐）一直要他找的那个答案。被七魄之胄附体用于夺取神坠過。元炁属性：水。

#### 阳天殿
- 山鬼谣（配音：李璐）

太极侠岚，曾担任阳天殿镇殿使，神坠守护者。天资奇高，实力非凡，为完成破陣的计划，而犧牲自己的师傅左师，至今仍不想想起此事。作为“叛境侠岚”卧底昧谷十年，维持了墨夷体内左师神坠的稳定。在无极之渊大战中未能除掉假叶，后帮助破阵等人恢复记忆，除三魂之汰，战胜穷奇等。侠岚术：天乾绝炁逆空、五鼎封禁、泽兑鬼尘珠、泽兑鬼尘禁像、炁动五行。与弋痕夕、云丹同门。元炁属性：金。
- 云丹（配音：山新）

太极侠岚，阳天殿镇殿使，外冷内热，冷静而理智，一直相信山鬼谣不是叛境侠岚，在心境中被山鬼谣击败被被其得知无极之渊位置，后被丢入万葬洞，后在昧谷帮助辗迟一行摧毁三魂的零藏。元炁属性：金。
- 夜阳

原阳天殿镇殿使，神坠守护者，太极侠岚，因不听破阵统领的劝告，主动辞去镇殿使一职，并独自与学生去消灭假叶，因为大意中了假叶和五败的埋伏，学生全被假叶杀死，自己则被捉回了昧谷，被假叶注入零力但没有死。后在荒郊洞穴苦练绝技、侠岚术以及结界准备向假叶复仇。无极之渊大战后帮助柏寒成为统领，借助柏寒之手控制玖宫岭。在扶桑树下击败假叶，但被假叶溜走。后在破阵的任命下成为鸾天殿镇殿使，后在破阵统领的帮助下解除了记忆封印，与破阵解除误会。在与幽的战斗中牺牲。元炁属性：木。
- 独龙

云丹的学生。独断专行，渴望得到尊重。一心想重振阳天殿在众人心中的地位，曾在神坠试炼中作弊战胜九方。无极之渊大战后被柏寒统领任命为鸾天殿镇殿使。侠岚术：“风巽万箭穿心”和“风巽静空”。曾根据《鸾天志》记载，制造出炁动五行之一的卸甲。元炁属性：木。
- 末丑

云丹的学生。侠岚术：“地坤飞沙”。元炁属性：土。
- 纥骨

云丹的学生。元炁属性：水。

#### 鸾天殿
- 申屠

太极侠岚，鸾天殿镇殿使，被假叶偷袭后化作金属牺牲。元炁属性：金。
- 左师

太极侠岚，原鸾天殿镇殿使，神坠守护者。收留了流浪的山鬼谣和弋痕夕，并成为他们的老师和父亲。也是云丹的师傅，后为山鬼谣能取信于假叶而被山鬼谣所杀，并将神坠封在墨夷体内。元炁属性：土。
- 九方

申屠的学生。自大傲气，实力不凡。侠岚术：三重天籁。元炁属性：金。
- 地连

申屠的学生。侠岚术：地坤天生桥。元炁属性：土。
- 昆吾

申屠的学生。元炁属性：火。
- 仲长

两仪侠岚（实力被假叶评价为可以达到太极侠岚），左师的学生，千钧的父亲，子姝的丈夫。与破阵曾秘密处理过有关三魂的极阴零力。后因假叶率领手下零设下埋伏，身受重伤耗尽元炁毁掉了极阴零力，后为保护千钧而死。但其墓中没有尸体，下落不明。侠岚术：水坎天魄。

#### 玄天殿
- 天净沙（配音：赵述仁 ）

太极侠岚，玄天殿镇殿使，神坠守护者，实力超群。好友侠者圣。曾指导过辗迟控制零力。有一只叫小年糕的宠物（巨大蜥蜴）。也有一只老萌老萌的小蜥蜴叫小米。侠岚术：炎辉降天。元炁属性：火。
- 霞露

身材娇小，少言寡语。和自己的两个姐姐终黎、荔菲一样，霞露在很小的时候就进入侠岚序学习。小时候的游不动曾想欺负霞露，却被霞露倒吊在侠岚序门口。元炁属性：水。
- 终黎

玄天殿学生。是霞露的姐姐，和荔菲是双胞胎。元炁属性：金。
- 荔菲

玄天殿学生。是霞露的姐姐，和终黎是双胞胎。元炁属性：木。

#### 成天殿
- 浮丘（配音：邱秋）

成天殿镇殿使，神坠守护者（神坠扶桑木发簪是能指向无极之渊所在地司南的磁杓），是太极侠岚中的佼佼者。是小辣椒的死对头。毒舌、聪慧、悟性极高、神秘莫测，实力不亚于弋痕夕。爆发实力时会变胖。侠岚术：水坎漩空流、水坎镜花蜃影、心冢。元炁属性：水。
- 辛垣

浮丘的好友，一度被玖宫岭认为“死亡”，实则被假叶抓到昧谷，注入零力。被相离所救，后追随夜阳，用零术控制了钟葵子言，几招就打败了柏寒，曾经用镜像空间反转了山鬼谣的攻击，在北境极地从弋痕夕手里抢到了浮丘的记忆珠，曾用镜像世界把霜的即将崩塌的零术空间控制权给夺了回来，救了自己和天净沙等人。零术：镜像世界。元炁属性：金。
- 木易

心胸开阔，敏捷犀利，浮丘的学生。在神坠试炼中将银齿击败。元炁属性：木。
- 石作

浮丘的学生。在神坠试炼中将金齿击败。元炁属性：金。
- 奔水

浮丘的学生。元炁属性：水。

#### 幽天殿
- 子言

太极侠岚，幽天殿镇殿使，神坠守护者，外形像小孩，实力不俗，但他不及山鬼谣。他年龄与山鬼谣是一辈的。元炁属性：木。
- 金齿

子言的学生，元炁属性：金。
- 银齿

子言的学生，元炁属性：火。
- 黑齿

子言的学生，元炁属性：水。

#### 暤天殿
- 钟葵

太极侠岚，暤天殿镇殿使，神坠守护者，医术高超。元炁属性：火。
- 巫马

钟葵的学生。和荔菲领悟相同的侠岚术风巽潜影，并在神坠试炼中战胜她。元炁属性：木。
- 石牛

钟葵的学生。元炁属性：土。
- 乐羊

钟葵的学生。元炁属性：木。

#### 钧天殿
- 破阵

冷静，严肃，神秘，玖宫岭的统领。神坠守护者。与相离、左师建造玖宫防御阵。在假叶入侵九宫岭一战中被夺走神坠。无极之渊大战被假叶困于结界，后被穷奇打入越空之门并被石化。曾与山鬼谣合力击败汰，后被夜阳等人控制。在与穷奇最后一战中短暂成为无极侠岚，与假叶合作用6颗神坠制造牢笼困住穷奇，与解开了两层封印穹奇同归于尽，并将穷奇零力给予假叶。侠岚术：水坎九天惊落星海回流、水坎越空之门。元炁属性：水。
- 柏寒

辰月的父亲，相离的儿子，曾是玖宫岭统领破阵的参谋，后在夜阳、辛垣、文崎的帮助下成为了玖宫岭新任统领，在破阵回到玖宫岭后仍为参谋。元炁属性：金。

#### 蒸乾坤
- 游刃

两仪侠岚，游不动之父，蒸乾坤的大厨，擅长做包子。饺子馆辣妈的师哥。元炁属性：金。

#### 不明
- 文崎

土属性侠岚。原所属侠岚殿不详。带着面罩，似乎不能说话。原是被假叶注入零力后的生还者之一，也因此拥有了零力和零术，与夜阳、辛垣、柏寒一起控制玖宫岭，在夜阳控制的破阵任命为朱天殿镇殿使。因夜阳与破阵解除误会，文崎与辛垣也和其他侠岚并肩作战。侠岚术：土遁。

### 零

#### 五败
- 破

拥有化身成他人的能力，在七星冢曾欲夺取弋痕夕神坠，失败后企图自爆，被嗅探奇磊推入悬崖。
- 散

身材矮小却擅使计策，在绝炁逆空中对阵辗迟、千钧，被辗迟打成两段，最终被假叶杀死。零力属性：土。
- 害

武器弑神钟，在绝炁逆空中对阵辰月、弋痕夕，被辰月重伤后企图同归于尽，被弋痕夕踢飞，自爆身亡。
- 断

拥有吸收侠岚攻击元炁的能力，被天净沙击杀。零力属性：水。
- 伤

行为仿佛人类老者但智慧不低，与天净沙对战后被天净沙褪去记忆并借之潜入昧谷，被鬼爪发现后恢复记忆，最终被天净沙击杀。

#### 七魄
- 假叶

七魄之首，阴冷、狠毒、善于利用他人、为得到穹奇的力量有着不可磨灭的恶念。玖宫岭多半死去的侠岚都是假叶杀掉的。实力强大，在入侵玖宫岭时，与破阵抗衡不败（根据第五季25集山鬼谣回忆，是破阵放水的），后硬接频死状态的相离拼死的大招，后弋痕夕发动千叶降龙和假叶对抗，由于弋痕夕力量不够，众人利用属性相生的因素加强了弋痕夕的千叶降龙才勉强击退了假叶。在第五季凌霜篇中被三魂之汰重伤，但在生死攸关时用分身逃走。后在玖宫岭和夜阳交手，被夜阳重伤，逃走。后为了躲避夜阳，只好躲在了辗迟的心境中。之后为了得到神坠放出被控制的山鬼谣制造混乱，却无意帮了侠岚们一个大忙。第六季说明了假叶因为知道太多关于穹奇和三魂的异世界的秘密，所以三魂企图杀掉假叶。与破阵合作，最后获得穷奇的零力。零术：魑魅森罗魍魉万象、鬼蜮无相、欲念夺取。零力属性：火。
- 胄

阴险，擅于利用附体控制别人，被辗迟等人重伤后散尽零力，开启传送阵，将鬼爪、柱纹、斑狼传送过来与众人决斗。零力属性：土。
- 鬼爪

凶狠、残暴，手段毒辣，在赶回昧谷报信的途中遭遇游不动、碧亭、归海的阻击，最后在死去扰龙残留元气的保护下，游不动等人将其击杀。零力属性：水。
- 鼠尾

狡猾，习惯躲在暗处攻击，在弋痕夕等人追击假叶的过程中，被弋痕夕的风巽千叶翔龙波及，坠入悬崖而亡。
- 柱纹

善于诱导对手心中的恶念，在辗迟、辰月、千钧赶往无极之渊途中阻击三人，最终被千钧心魔所杀。
- 斑狼

性格贪婪，可以吸收侠岚元炁，最终被千钧等人合力击杀。零力属性：木。
- 逝炎

在生命垂危时，附体佚烁，性格也随之产生改变。在抢夺司南的过程中，被浮丘击杀。

#### 三魂
- 幽

三魂之首，能力為三魂之中最強悍，擁有汰的零術，於第六季第十集被穹奇復活，在劇情中復活了已死去的七魄及五敗，給它們所有一個時辰的壽命，為了奪回所有神墜，夷平玖宮岭。其後吸取了霜的金屬性零力，使其擁有火、金、土，三種屬性的零力，並且得到了霜的零術，與輾遲等人交戰，極佔上風。之後因體內屬性相剋，與夜陽同歸於盡，但因窮奇的零力感應，令其復活。其後成功奪得三個神墜，並與元神交戰但被其壓制，在交戰中利用傳送陣式逃走，在無極之淵解開穹奇第二層封印，最後在無極之淵被元神擊敗並回復原狀，消失在無極之淵。零力属性：火。
- 霜

三魂之中位居第二，能力僅次於幽，於第六季第六集被穹奇復活，能夠在空中步行，可以利用自身屬性的零術獲得俠嵐們的元炁及探知位置，擁有逆輪迴的零術，但可用神墜力量擊破。曾與山鬼謠交手，其佔上風，亦曾經利用零術讓天淨沙等人陷入循環空間，其後被奪取神墜力量的假葉重傷及奪走零力（附在輾遲體內的假葉），不久輾遲（恢復意識的輾遲）把其零力歸回且恢復零力，最後因被幽吸取了所有零力而消失。零力属性：金。
- 汰

於第五季第十三集被穹奇復活，雖然能力為三魂之中最弱，但遠遠凌駕於七魄之上，擁有威力強大的零煞與吞噬之陣。最後在玖宫岭被破陣統領和山鬼谣聯手擊殺。零力属性：土。

#### 穹奇
萬零之王，來自極陰世界。9名上古侠嵐拼尽全力牺牲将其封印在无極之淵，需九個神墜方可解除，假叶解除第一層封印後，其部分力量進入輾遲姐姐墨夷體内，三魂之幽再解除其第二層封印，於第六季最後一集死亡。